# 340 до н. е.

## Події
Друга Латинська війна

### Греція
Поліси відмовились від свого нейтралітету по відношенню до Філіппа II і спільно виступили проти Македонії.

## Народились
- Аппій Клавдій Цек
- Гней Фульвій Максим Центумал
- Луцій Волумній Фламма Віолент
- Менедем з Еретрії
- Сервій Корнелій Лентул (консул 303 року до н. е.)
- Філетер
- Чандраґупта Маур'я

## Померли
- Ісей
- Ментор Родоський, давньогрецький військовик
- Публій Децій Мус (консул 340 року до н. е.)